# Silwan
Silwan, Wadi Hilweh (arabe : سلوان, hébreu : כְּפַר הַשִּׁילוֹחַ, Kefar ha-Shiloaḥ, anglais : Siloam pool) ou, anciennement en français, vallée de Silouane ou de Siloé, est un quartier de Jérusalem-Est, en Cisjordanie occupée. Il est situé juste au sud et en dehors des murs d'enceinte de la vieille ville de Jérusalem, au sud-est de la cité de David dont elle est séparée par la vallée de Cédron. Ce quartier est à population majoritairement palestinienne.

## Colonisation israélienne
L’État israélien implante des colonies à Silwan après l'annexion de Jérusalem-Est en 1967.

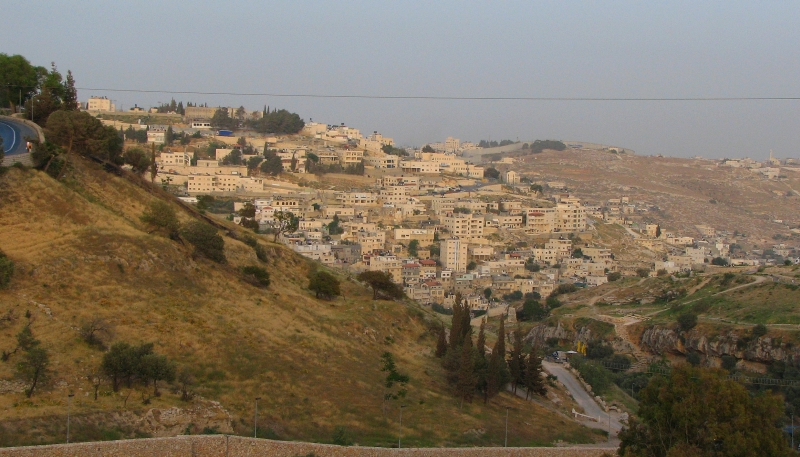
Silwan en 2008.

Les autorités israéliennes émettent régulièrement des ordres d'expulsion à l'encontre des familles palestiniennes afin de permettre aux Israéliens de prendre leur place. En 2021, près de 8 000 habitants palestiniens sont menacés d'expulsion après la démolition de leurs maisons. 
Les autorités israéliennes justifient ces démolitions en arguant que les maisons ont été construites avant l'occupation israélienne et n'ont donc pas reçu de permis de construction israélien. Les Palestiniens doivent démolir eux-mêmes leur maison dans les trois semaines qui suivent l'ordre d'expulsion. 
Les Palestiniens et des ONG israéliennes qui leur viennent en aide dénoncent un nettoyage ethnique.
Avec la guerre dans la bande de Gaza commencée en 2023, l’État israélien a intensifié sa politique d'expulsion des Palestiniens de Silwan. Les manifestations dans le quartier sont brutalement réprimées, la police ouvrant parfois le feu à balles réelles, et les détentions administratives se sont multipliées.